# درزی‌محله (نکا)
درزی محله، روستایی است از توابع بخش مرکزی شهرستان نکا در استان مازندران ایران.

## جمعیت
این روستا در دهستان مهروان قرار دارد و براساس سرشماری مرکز آمار ایران در سال ۱۳۹۰، جمعیت آن ۳۳۰ نفر (۱۰۴خانوار) بوده‌است. مردم درزی محله از قومیت طبری هستند. مردم درزی محله به زبان طبری (مازندرانی) سخن می‌گویند.